# 加拉达石塔
加拉达塔（土耳其语：Galata Kulesi），中世纪的热那亚人称之为基督塔（拉丁文：Christea Turris），是一座中世纪石塔，位于土耳其伊斯坦布尔的加拉達区，恰在金角湾以北。它是该市最引人注目的标志性建筑之一，主宰伊斯坦布尔的天际线。
加拉达塔高9层、66.9米，在它修建时是该市最高的建筑物。其地面高度为海拔35米。底部直径为16.45米，内部直径8.95米，墙厚3.75米。
在其上层有一个餐厅和咖啡厅，可以观看蔚为壮观的伊斯坦布尔和博斯普鲁斯海峡的景色。还一家夜总会表演土耳其秀。塔内现有两部载客电梯。

## 历史
加拉达塔原名基督塔，修建于1348年，当时热那亚人正在君士坦丁堡扩建殖民地。它是环绕加拉塔热那亚城堡防御工事的顶点。目前的塔不应该与老加拉达塔混淆，原来的拜占庭塔楼称为“大塔”（Megalos Pyrgos），位于不同的地点，控制着封锁金角湾入口的大海链的北端。老加拉达塔在1203年第四次十字军期间基本上被摧毁。
该塔的上半部分在奥斯曼帝国时期经历过数次修复，自从1717年起，该塔用作观察火情的瞭望塔。
奥斯曼历史学家和旅行家爱维亚·瑟勒比在他的作品《旅行之書》（大约1630至1632年）中，记载赫扎芬·艾哈邁德·切莱比从这个塔采用人工翼滑翔6公里，到达博斯普鲁斯海峡另一侧的于斯屈达尔。
1965-1967年，该塔进行最后一次修复，商业化并向公众开放。
- 从博斯普鲁斯海峡看加拉达塔
- 从广场上看加拉达塔
- 从周边街巷看加拉达塔
- 1348年建造于热那亚堡垒顶部的加拉塔石塔

## 外部連結
- Galata Tower Official Web Page

41°1′32″N 28°58′27″E / 41.02556°N 28.97417°E